# Manengole
 (novembre 2014).
Si vous disposez d'ouvrages ou d'articles de référence ou si vous connaissez des sites web de qualité traitant du thème abordé ici, merci de compléter l'article en donnant les références utiles à sa vérifiabilité et en les liant à la section « Notes et références ».

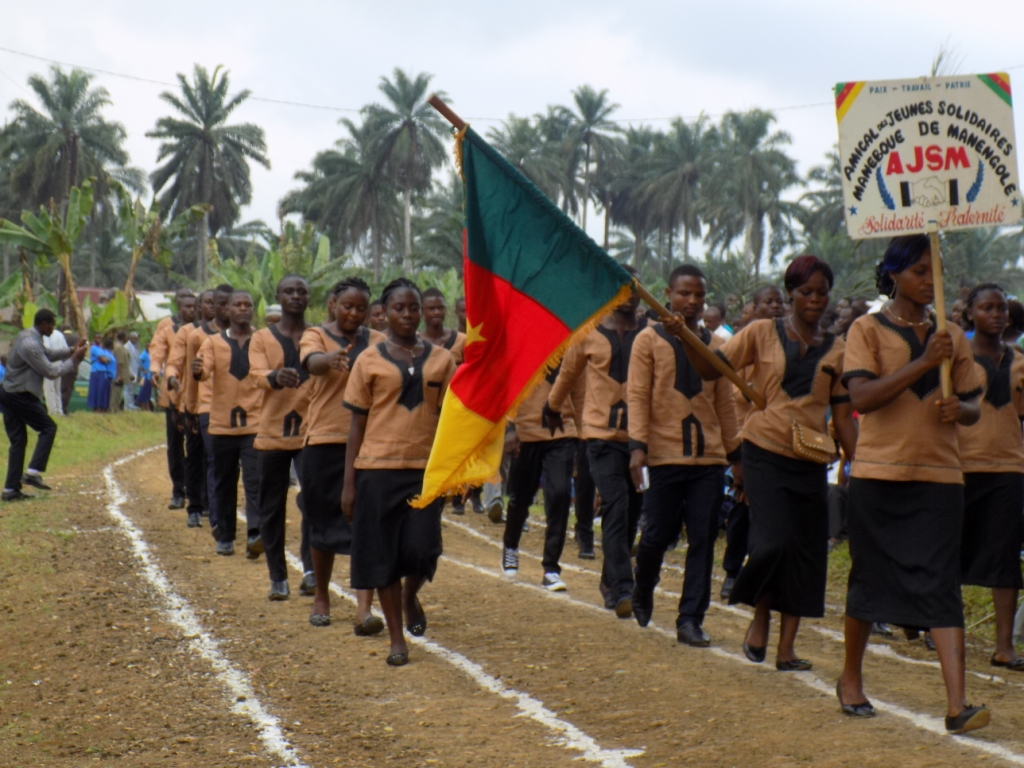
Des enfants patriotes et fiers de leur pays

Manengole est un village camerounais situé dans la région du Littoral, dans le département du Moungo et dans l'arrondissement du Nlonako. 

## Géographie
Manengole se situe à près de 120 kilomètres de Douala et à quelque 17 kilomètres de la ville de Nkongsamba.

## Climat
Le climat est modéré en saison sèche. Il fait très chaud sous un soleil brûlant, mais en soirée le temps devient frais et agréable. 

## Économie
Manengole a économiquement été durement touché par la chute de prix du café : principal produit cultivé dans les années 1970 et 1980, Manengole a vu ses champs abandonnés après la crise des années suivantes[réf. nécessaire]. 
Actuellement, la population vit de la culture et de l'exploitation manuelle de l'huile de palme, de la transformation des tubercules de manioc en bobolo et aussi d'autres petites activités.

## Population
Victime comme tous les villages camerounais de l'exode rural, Manengole compte de nos jours  environ 9 000 habitants selon les chiffres du dernier recensement ELECAM.
On y retrouve une multitude d'ethnies : les Bakaka autochtones, les Bamilékés, les Mbitah, les Mbamundu, les Mbamalé, etc.